# Фридан, Бетти
Бетти Фридан (Бетти Наоми Гольдштейн; англ. Betty Friedan; 4 февраля 1921 — 4 февраля 2006) — американская писательница-феминистка и активистка. Одна из ведущих фигур женского движения в США, её книга 1963 года «Загадка женственности» часто описывается в качестве начала второй волны американского феминизма в XX веке. В 1966 году Б. Фридан стала соучредителем и была избрана первым президентом Национальной организации женщин (NOW), целью которой было привести женщин «в основное русло американского общества теперь [в] полностью равном партнерстве с мужчинами».
В 1970 году, после ухода с поста первого президента NOW, Б. Фридан организовала общенациональную забастовку женщин за равенство 26 августа, в 50-ю годовщину принятия Девятнадцатой поправки к Конституции США, предоставляющей женщинам право голоса. Национальная забастовка превзошла все ожидания, расширив феминистское движение; только в Нью-Йорке марш под руководством Бетти Фридан собрал более 50 000 человек.
В 1971 году Б. Фридан вместе с другими ведущими феминистками создала Национальную женскую политическую фракцию. Б. Фридан также была активным сторонником предложенной поправки о равных правах к Конституции США, которая была принята Палатой представителей (354-24 голоса) и Сенатом (84-8 голосов) после сильного давления со стороны женских групп во главе с NOW в начале 1970-х годов. После принятия поправки Конгрессом Б. Фридан выступала за ратификацию поправки в штатах и поддерживала другие реформы в области прав женщин: она основала Национальную ассоциацию за отмену законов об абортах, но впоследствии критиковала позицию многих либеральных феминисток, ориентированную на аборты.
Считаясь влиятельным автором и интеллектуалом в США, Б. Фридан оставалась активной в политике и правозащитной деятельности до конца 1990-х годов, написав шесть книг. Ещё в 1960-х годах Б. Фридан критиковала поляризованные и крайние фракции феминизма, которые нападали на такие группы, как мужчины и домохозяйки. Одна из её более поздних книг, «Вторая стадия» (1981), критиковала то, что Бетти Фридан считала экстремистскими излишествами некоторых феминисток.

## Биография
Бетти Фридан (урождённая Бетти Наоми Гольдштейн) родилась 4 февраля 1921 года в Пеории, штат Иллинойс, в семье Гарри и Мириам (Хорвиц) Гольдштейн, чьи еврейские семьи были выходцами из России и Венгрии. Гарри Гольдштейн владел ювелирным магазином в Пеории, а Мириам Хорвиц писала для светской страницы газеты, когда отец Бетти Фридан заболел. Новая жизнь её матери вне дома казалась гораздо более приятной.
Будучи молодой девушкой, Бетти Фридан была активна в марксистских и еврейских кругах. Позже она писала, как она время от времени чувствовала себя изолированной от еврейского общества, а также, что «страсть к несправедливости…возникла из моих чувств несправедливости антисемитизма» (англ. passion against injustice…originated from my feelings of the injustice of anti-Semitism). Она посещала среднюю школу Пеории и участвовала в работе над школьной газетой. Когда её заявку на ведение колонки отклонили, она и ещё шесть друзей основали литературный журнал под названием Tide, в котором обсуждалась бытовая жизнь, а не школьная.
В 1938 году Бетти Фридан поступила в женский колледж Смита (Smith College) . В первый год обучения она получила стипендию за выдающиеся успехи в учёбе. На втором курсе она увлеклась поэзией и опубликовала много стихов. В 1941 году она стала главным редактором газеты колледжа. Под её руководством редакционные статьи стали более политическими, заняв сильную антивоенную позицию, а также порой вызывая споры. В 1942 году она окончила колледж с отличием, получив степень Phi Beta Kappa по специальности «психология».
В 1943 году она провела год в Калифорнийском университете в Беркли, получив стипендию для аспирантуры по психологии у Эрика Эриксона. Она стала более политически активной, продолжая общаться с марксистами (многие из её друзей находились под следствием ФБР). В своих мемуарах она утверждала, что её бойфренд оказал на неё давление, заставив отказаться от стипендии для продолжения учёбы и оставить академическую карьеру.

## Карьера писателя

### До 1963 года
После ухода из Беркли Бетти Фридан стала журналистом левых и профсоюзных изданий. С 1943 по 1946 год она писала для Federated Press, а с 1946 по 1952 год работала в газете United Electrical Workers' UE News. Одним из её заданий был репортаж о работе Комиссии по расследованию антиамериканской деятельности Палаты представителей.
К тому времени Бетти Фридан была замужем, но в 1952 году её уволили из профсоюзной газеты UE News, так как она была беременна вторым ребёнком. После ухода из UE News она стала внештатным автором для различных журналов, включая Cosmopolitan.
Согласно биографу Фридан Дэниелу Хоровицу, Фридан начала работать журналистом по трудовым вопросам, когда она впервые осознала угнетение и исключение женщин, хотя сама Бетти Фридан оспаривала такую интерпретацию своей работы.

### «Загадка женственности»
На 15-й встрече выпускников колледжа в 1957 году Бетти Фридан провела опрос выпускников колледжа, сосредоточившись на их образовании, последующем опыте и удовлетворенности нынешней жизнью. Она начала публиковать статьи о том, что она назвала «проблемой, у которой нет названия», и получила горячие отклики от многих домохозяек, благодарных за то, что они не одиноки в переживании этой проблемы:
Берега усеяны жертвами загадки женственности. Они отказывались от собственного образования, чтобы устроить своих мужей в колледж, а затем, возможно, вопреки собственному желанию, через десять или пятнадцать лет, развод оставлял их на произвол судьбы. Самые сильные справлялись с этим более или менее успешно, но женщине сорока пяти или пятидесяти лет было не так-то просто продвинуться в профессии и устроить новую жизнь для себя и своих детей или для себя одной
Затем Бетти Фридан решила переработать и расширить эту тему в книге «Загадка женственности». Опубликованная в 1963 году, она описывала роли женщин в индустриальном обществе, особенно роль домохозяйки с полной занятостью, которую Б. Фридан считала удушающей. В своей книге Б. Фридан описала депрессивную домохозяйку из пригорода, которая бросила колледж в 19 лет, чтобы выйти замуж и растить четверых детей. Она говорила о собственном «ужасе» от одиночества, писала, что ни разу в жизни не видела положительного женского образца для подражания, который работал бы вне дома и при этом содержал семью, и приводила многочисленные примеры домохозяек, которые чувствовали себя в такой же ловушке. Исходя из своего психологического опыта, она критиковала теорию Фрейда о зависти к пенису, отмечая множество парадоксов в его теории, и предложила несколько ответов женщинам, желающим получить дальнейшее образование.
«Проблема, у которой нет названия», была описана Бетти Фридан в начале книги:
Эта проблема лежала похороненной, невысказанной в течение многих лет в умах американских женщин. Это было странное волнение, чувство неудовлетворенности, тоска [то есть стремление], которым страдали женщины в середине 20-го века в Соединенных Штатах. Каждая жена из пригорода боролась с этим в одиночку. Застилая постель, покупая продукты... она боялась задать даже самой себе немой вопрос: "Неужели это все?"
Бетти Фридан утверждала, что женщины так же способны, как и мужчины, к любому виду работы и любому карьерному пути, вопреки доводам СМИ, педагогов и психологов об обратном. Её книга была важна не только потому, что она бросила вызов гегемонистскому сексизму в американском обществе, но и потому, что она отличалась от общего акцента аргументов XIX и начала XX века в пользу расширения женского образования, политических прав и участия в общественных движениях. В то время как феминистки «первой волны» часто разделяли эссенциалистский взгляд на природу женщины и корпоративистский взгляд на общество, утверждая, что избирательное право, образование и участие женщин в общественной жизни повысят частоту браков, сделают женщин лучшими женами и матерями, улучшат здоровье и эффективность на национальном и международном уровнях. Бетти Фридан основывала права женщин на том, что она называла «основной потребностью человека расти, желанием человека быть всем тем, чем он должен быть». Ограничения 1950-х годов и ощущение ловушки и тюрьмы, в которую попали многие женщины, вынужденные играть эти роли, затронули американских женщин, которые вскоре начали посещать собрания по повышению сознательности и лоббировать реформу угнетающих законов и социальных взглядов, ограничивающих женщин.
Книга стала бестселлером, что, по мнению многих историков, послужило толчком ко «второй волне» женского движения в США и существенно повлияло на события в стране и мире.
Первоначально Бетти Фридан планировала написать продолжение книги «Загадка женственности», которое должно было называться «Женщина: Четвёртое измерение», но вместо этого написала лишь статью под таким названием, которая появилась в журнале Ladies' Home Journal в июне 1964 года.

### Другие работы
Бетти Фридан опубликовала шесть книг. Среди других её книг — «Вторая стадия», «Это изменило мою жизнь: Письма о женском движении», «За пределами гендера» и «Фонтан возраста». Её автобиография «Жизнь так далеко» была опубликована в 2000 году.
Она также писала для журналов и газет:
- Колонки в журнале McCall’s, 1971—1974[29].
- Писала для журналов The New York Times Magazine, Newsday, Harper’s, Saturday Review, Mademoiselle, Ladies' Home Journal, Family Circle, TV Guide и True Magazine[29].

## Активизм в женском движении

### Национальная организация женщин
В 1966 году Бетти Фридан стала одним из основателей и первым президентом Национальной организации женщин (англ. NOW). Некоторые из основателей NOW, включая Бетти Фридан, были вдохновлены неудачей Комиссии по равным возможностям в сфере занятости (EEOC) в обеспечении выполнения раздела VII Закона о гражданских правах 1964 года; на Третьей национальной конференции комиссий штатов по положению женщин им запретили принять резолюцию, в которой рекомендовалось, чтобы EEOC выполняла свой юридический мандат по прекращению дискриминации по признаку пола в сфере занятости. Поэтому они собрались в гостиничном номере Бетти Фридан, чтобы создать новую организацию. На бумажной салфетке Бетти Фридан нацарапала аббревиатуру «NOW». Позже больше людей стали основателями NOW на организационной конференции NOW в октябре 1966 года. Бетти Фридан вместе с Паули Мюррей написала заявление о целях NOW; оригинал был написан Б. Фридан на салфетке. Под руководством Б. Фридан NOW яростно выступала за юридическое равенство женщин и мужчин.
NOW лоббировала соблюдение раздела VII Закона о гражданских правах 1964 года и Закона о равной оплате труда 1963 года, первых двух крупных законодательных побед движения, и заставила Комиссию по равным возможностям в сфере занятости перестать игнорировать и начать достойно и срочно рассматривать иски, поданные в связи с дискриминацией по признаку пола. Они успешно провели кампанию за принятие в 1967 году указа, распространяющего на женщин те же позитивные действия, которые были предоставлены чернокожим, и за решение EEOC 1968 года, признавшее незаконными объявления о поиске работы, сегрегированные по половому признаку, которое впоследствии было поддержано Верховным судом США. NOW активно выступала за легализацию абортов — вопрос, который разделял феминисток. В 1960-х годах среди женщин также возникли разногласия по поводу поправки о равных правах, которую NOW полностью поддержала; к 1970-м годам женщины и профсоюзы, выступавшие против Поправки о равных правах, потеплели к ней и стали полностью её поддерживать. NOW также лоббировала создание национальных детских садов.
NOW также помогала женщинам получить равный доступ в общественные места. Например, в Дубовой комнате отеля Plaza в Нью-Йорке по будням обедали только мужчины до 1969 года, когда Фридан и другие члены NOW устроили акцию протеста.
Несмотря на успех, которого NOW добилась при Б. Фридан, её решение оказать давление на комиссию по равным возможностям в сфере занятости, чтобы она применяла Раздел VII Закона о гражданских правах 1964 года для обеспечения более широких возможностей трудоустройства среди американских женщин, встретило яростное сопротивление внутри организации. Приняв аргументы афроамериканских членов группы, многие руководители NOW согласились с тем, что огромное количество мужчин и женщин из числа афроамериканцев, живущих за чертой бедности, нуждаются в больших возможностях трудоустройства, чем женщины из среднего и высшего класса. Б. Фридан покинула пост президента в 1969 году.
В 1973 году Б. Фридан основала Первый женский банк и трастовую компанию.

### Забастовка женщин за равенство
В 1970 году NOW во главе с Б. Фридан сыграла важную роль в том, что Сенат США отклонил кандидатуру от президента Ричарда М. Никсона в Верховный суд Харролда Карсвелла, который выступал против Закона о гражданских правах 1964 года, предоставляющего (среди прочего) женщинам равные с мужчинами рабочие места. 26 августа 1970 года, в 50-ю годовщину принятия поправки к Конституции о женском избирательном праве, Б. Фридан организовала национальную забастовку женщин за равенство и возглавила марш, в котором приняли участие около 20 000 женщин в Нью-Йорке. Хотя основной целью марша было продвижение равных возможностей для женщин в сфере труда и образования, протестующие и организаторы мероприятия также требовали предоставления прав на аборты и создания центров по уходу за детьми.
Б. Фридан рассказывала о «Забастовке за равенство»:
Всевозможные женские группы по всей стране будут использовать эту неделю, особенно 26 августа, чтобы указать на те области в жизни женщин, которые до сих пор не решены. Например, вопрос равенства перед законом; нас интересует поправка о равных правах. Вопрос о центрах по уходу за детьми, которых в обществе совершенно недостаточно, и которые необходимы женщинам, если они собираются занять свое законное положение в плане помощи в принятии решений в обществе. Вопрос о праве женщины контролировать свои репродуктивные процессы, то есть законы, запрещающие аборты в штате или вводящие их в уголовное законодательство; я думаю, что это тот закон, к которому мы будем обращаться.

Поэтому я думаю, что отдельные женщины будут реагировать по-разному; некоторые не будут готовить в этот день, некоторые будут вести диалог со своими мужьями, некоторые будут выходить на митинги и демонстрации, которые будут проходить по всей стране. Другие будут писать статьи, которые помогут им определить, куда они хотят идти. Некоторые будут оказывать давление на своих сенаторов и конгрессменов, чтобы те приняли законы, которые касаются женщин. Я не думаю, что вы можете прийти к какому-то одному пункту, женщины будут делать что-то свое и по-своему

### Национальная ассоциация за отмену законов об абортах
Фридан основала Национальную ассоциацию за отмену законов об абортах, переименованную в Национальную лигу действий за права на аборты после того, как Верховный суд узаконил аборты в 1973 году.

### Политика
В 1970 году Б. Фридан во главе других феминисток сорвала выдвижение кандидата в Верховный суд Харролда Карсвелла, чей послужной список расовой дискриминации и антифеминизма делал его неприемлемым и непригодным для работы в высшем суде страны практически для всех участников движения за гражданские права и феминистского движения. Бесстрастные показания Б. Фридан в Сенате помогли провалить кандидатуру Х. Карсвелла.
В 1971 году Б. Фридан вместе со многими другими ведущими лидерами женского движения, включая Глорию Стайнем (с которой у неё была вражда), основала Национальное женское политическое собрание.
В 1972 году Б. Фридан безуспешно баллотировалась в качестве делегата на Демократическую национальную конвенцию 1972 года в поддержку конгрессвумен Ширли Чисхолм. В том году на Демократической национальной конвенции Б. Фридан играла очень заметную роль и выступила на съезде, хотя и вступила в конфликт с другими женщинами, в частности со Стайнем, по поводу того, что и как следует делать.

### Имидж и единство движения
Одна из самых влиятельных феминисток двадцатого века, Б. Фридан (наряду со многими другими) выступала против приравнивания феминизма к лесбиянству. Ещё в 1964 году, в самом начале движения и всего через год после публикации книги «Загадка женственности», Б. Фридан выступила по телевидению, чтобы обратить внимание на то, что в то время средства массовой информации пытались отвергнуть движение как шутку и сосредоточить споры и дебаты вокруг того, носить или не носить бюстгальтеры, и других вопросов, которые считались смешными. В 1982 году, после второй волны, она написала книгу для пост-феминистских 1980-х годов под названием «Вторая стадия» о семейной жизни, основанной на том, что женщины преодолели социальные и правовые препятствия.
Бетти Фридман подтолкнула феминистское движение к тому, чтобы сосредоточиться на экономических вопросах, особенно на равенстве в сфере занятости и бизнеса, а также на обеспечении ухода за детьми и других средствах, с помощью которых женщины и мужчины могли бы совмещать семью и работу. Она старалась меньше внимания уделять абортам, как вопросу уже выигранному, а также изнасилованию и порнографии, которые, по её мнению, большинство женщин не считали приоритетными.

### Смежные вопросы

#### Лесбийская политика
Когда она росла в Пеории, штат Иллинойс, она знала только одного гея. По её словам, «вся идея гомосексуальности вызывала у меня глубокое беспокойство». Позже она признала, что испытывала дискомфорт по поводу гомосексуальности. «Женское движение было не о сексе, а о равных возможностях в работе и обо всем остальном. Да, я полагаю, вы должны сказать, что свобода сексуального выбора является частью этого, но она не должна быть главным вопросом». Изначально она игнорировала лесбиянок в Национальной организации женщин (NOW) и возражала против того, что она считала их требования соответствующими времени. «Гомосексуализм… не является, по моему мнению, тем, ради чего и существует женское движение». Выступая против всех репрессий, писала она, она отказалась носить фиолетовую повязку на руке в знак политической солидарности, считая, что это не относится к таким основным вопросам, как аборты и уход за детьми.
Но в 1977 году на Национальной женской конференции она поддержала резолюцию о правах лесбиянок, «против которой, как все думали, я буду выступать», чтобы «упредить любые дебаты» и перейти к другим вопросам, которые, по её мнению, были более важными и не вызывали разногласий в попытке добавить Поправку о равных правах (ERA) в Конституцию США. Она приняла лесбийскую сексуальность, хотя и не политизировала её. В 1995 году на четвёртой Всемирной конференции ООН по положению женщин в Пекине, Китай, она сочла «нелепым», «невероятно глупым» и «оскорбительным» совет, данный китайскими властями водителям такси о том, что голые лесбиянки будут «шалить» в их машинах, поэтому водители должны вывешивать простыни за окнами такси, и что лесбиянки больны СПИДом, поэтому водители должны иметь при себе дезинфицирующие средства. В 1997 году она написала, что «дети… в идеале будут от матери и отца». В 2000 году она написала: «Сейчас я более спокойно отношусь ко всему этому вопросу».

#### Аборт — это выбор
Она поддерживала концепцию, что аборт — это выбор женщины, что он не должен быть преступлением или исключительно выбором врача или кого-то ещё, и помогла создать организацию Национальную ассоциацию за отмену законов об абортах (англ. NARAL) в то время, когда Федерация планируемого родительства США ещё не существовала. Утверждения об угрозах убийством в адрес её выступления на тему абортов привели к отмене двух мероприятий, хотя впоследствии одно из принимающих учреждений, колледж Лойола, пригласило её выступить на тему абортов и других вопросов о правах ЛГБТ, что она и сделала. В её проект первого заявления о целях NOW был включен пункт об абортах, но NOW не включала его до следующего года.
В 1980 году она считала, что аборт должен быть в контексте «выбора иметь детей» — формулировка, поддержанная римско-католическим священником, организовавшим участие католиков в Конференции Белого дома по вопросам семьи в том году, хотя, возможно, и не епископами, стоявшими над ним. Резолюция, воплощающая эту формулировку, прошла на конференции 460 голосами «за» — 114 «против», тогда как резолюция, касающаяся абортов, Поправки о равных правах и «сексуальных предпочтений», прошла только 292 голосами «за» — 291 «против», и то только после того, как 50 противников абортов вышли из зала и поэтому не голосовали по ней. Бетти Фридан не согласилась с резолюцией, в которой аборт формулировался в более феминистских терминах, которая была представлена на региональной конференции в Миннеаполисе по итогам той же Конференции Белого дома по вопросам семьи, считая её более поляризующей, в то время как составители проекта, очевидно, считали формулировку Б. Фридан слишком консервативной.
В 2000 году, писала она, говоря о «NOW и других женских организациях» как о находящихся в «искривленном времени», «на мой взгляд, слишком много внимания уделяется абортам. [В последние годы меня немного беспокоит узкая направленность движения на аборты, как будто это единственный и важный вопрос для женщин, хотя это не так». Она спрашивала: «Почему бы нам не объединить усилия со всеми, кто действительно почитает жизнь, включая католиков, выступающих против абортов, и бороться за право выбора иметь детей?».

#### Порнография
Она присоединилась к почти 200 другим членам организации «Феминистки за свободу слова», выступая против закона о компенсации жертвам порнографии. «Подавлять свободу слова во имя защиты женщин опасно и неправильно», — говорит Б. Фридан, — «Даже некоторые рекламы джинсов оскорбительны и порочны. Я не против бойкота, но я не думаю, что их следует подавлять».

#### Война
В 1968 году Б. Фридан подписала клятву «Писатели и редакторы протестуют против военных налогов», поклявшись отказаться от уплаты налогов в знак протеста против войны во Вьетнаме.

## Влияние
Бетти Фридан приписывают начало современного феминистского движения и написание книги, которая является одним из краеугольных камней американского феминизма. Её активистская деятельность и её книга «Загадка женственности» оказали решающее влияние на авторов, педагогов, писателей, антропологов, журналистов, активистов, организации, профсоюзы и обычных женщин, участвующих в феминистском движении. Аллан Вулф в книге «Мистика Бетти Фридан» пишет: «Она помогла изменить не только мышление, но и жизнь многих американских женщин, но последние книги ставят под сомнение интеллектуальные и личные источники её работы». Хотя после публикации книги «Загадка женственности» возникли некоторые споры о работе Б. Фридан, нет сомнений в том, что её работа за равенство для женщин была искренней и целеустремленной.
Джудит Хеннесси («Бетти Фридан: её жизнь») и Дэниел Хоровиц, профессор американских исследований в колледже Смита, также писали о Б. Фридан. Д. Хоровиц исследовал участие Б. Фридан в женском движении до того, как она начала работать над «Загадкой женственности», и отметил, что феминизм Б. Фридан начался не в 1950-х годах, а ещё раньше, в 1940-х. Сосредоточив свое исследование на идеях Б. Фридан в феминизме, а не на её личной жизни, книга Д. Хоровица отвела Б. Фридан важную роль в истории американского феминизма.
Жюстин Блау также находилась под большим влиянием Б. Фридан. В книге «Бетти Фридан: Феминистка» Ж. Блау пишет о влиянии феминистского движения на личную и профессиональную жизнь Б. Фридан. Лиза Фреденксен Бохэннон в книге «Женская работа: История Бетти Фридан», углубилась в личную жизнь Б. Фридан и написала о её отношениях с матерью. Сандра Генри и Эмили Тайц («Бетти Фридан, борец за права женщин») и Сьюзен Тейлор Бойд (Б"етти Фридан: голос прав женщины, защитница прав человека") написали биографии о жизни и работах Бетти Фридан. Журналист Джананн Шеман написала книгу «Интервью с Бетти Фридан», содержащую интервью с Б. Фридан для The New York Times, Working Women, Playboy и др. Сосредоточившись на интервью, которые касаются взглядов Б. Фридан на мужчин, женщин и американскую семью, Дж. Шеман проследила жизнь Б. Фридан с анализом книги «Загадка женственности».
Б. Фридан (среди прочих) была показана в документальном фильме 2013 года Makers: Women Who Make America, посвященном женскому движению.
В 2014 году биография Б. Фридан была добавлена в Американскую национальную биографию (ANB).

## Личность
В некрологе New York Times о Б. Фридан отмечалось, что она была «знаменито резкой» и что она могла быть «тонкокожей и властной, подверженной кричащим приступам темперамента».
В центре внимания СМИ оказались феминистки, оценивающие друг друга по личности и внешности, что стало источником хорошо задокументированной антипатии Бетти Фридан и Глории Стайнем. В феврале 2006 года, вскоре после смерти Б. Фридан, писательница-феминистка Жермен Грир опубликовала статью в The Guardian, в которой она описала Бетти Фридан как напыщенную, несколько требовательную и иногда эгоистичную.
Жермен Грир в статье «Бетти, которую я знала» для The Guardian:
Бетти Фридан «почти в одиночку изменила ход человеческой истории». Так считает ее бывший муж Карл Фридан. Бетти тоже в это верила. Эта вера была ключом к большей части поведения Бетти Фридан; она задыхалась от негодования, если не получала того почтения, которого, по ее мнению, заслуживала. Хотя ее поведение часто утомляло, я поняла, что она права. Женщины не получают уважения, которого они заслуживают, если они не обладают властью в форме мужчины; если они представляют женщин, их называют "любовью" и требуют, чтобы они убирали за собой. Бетти Фридман хотела изменить это навсегда.
В работе Л. Гинзберг:
Карл Фридан говорил: Она изменила ход истории почти в одиночку. Нужна была целеустремленная, супер агрессивная, эгоцентричная, почти безумная динамо-машина, чтобы потрясти мир так, как это сделала она. К сожалению, она была таким же человеком дома, где такое поведение не работает. Она просто никогда этого не понимала
Писательница Камилла Палья, которую Б. Фридан осудила в интервью Playboy, написала для неё краткий некролог в Entertainment Weekly:
Бетти Фридан не боялась, что ее назовут резкой. Она отстаивала свои феминистские принципы с яркой настойчивостью, которая стала слишком редкой в наше юппифицированное время. Она ненавидела девичество и буржуазные приличия, но никогда не теряла своей земной национальности".29 декабря 2006 года / 5 января 2007 года, двойной выпуск "Конец года", раздел "Прощание", стр. 94
Бетти Фридан о себе в биографии «Life so far»:
Правда в том, что я всегда была вспыльчивой стервой. Некоторые люди говорят, что я немного смягчилась. Я не знаю.
Бетти Фридан в книге «Загадка женственности»:
Единственный способ для женщины, как и для мужчины, найти себя, познать себя как личность - это собственное творчество

## Личная жизнь
Бетти Фридан вышла замуж за Карла Фридана, театрального продюсера, в 1947 году во время работы в UE News. После замужества она продолжала работать, сначала в качестве оплачиваемого сотрудника, а после 1952 года — как журналист-фрилансер. Пара развелась в мае 1969 года, а Карл умер в декабре 2005 года.
Б. Фридан заявила в своих мемуарах «Life so far» (2000), что Карл избивал её во время их брака; друзья, такие как Долорес Александер, вспоминали, что им приходилось скрывать синяки под глазами от издевательств Карла во время пресс-конференций. Но Карл Фридан отрицал факт насилия над ней в интервью журналу Time вскоре после публикации книги, назвав это утверждение «полной выдумкой». Позже она сказала в программе «Доброе утро, Америка»: «Я почти жалею, что написала об этом, потому что это стало сенсацией, вырванной из контекста. Мой муж не был избивателем жен, и я не была его пассивной жертвой. Мы часто ссорились, и он был больше меня».
У Карла и Бетти Фридан было трое детей — Дэниел, Эмили и Джонатан.
Бетти Фридан выросла в еврейской семье, но была агностиком.

## Смерть
Бетти Фридан умерла от застойной сердечной недостаточности в своем доме в Вашингтоне, округ Колумбия, 4 февраля 2006 года, в день своего 85-летия.

## Бумаги
Некоторые бумаги Бетти Фридан хранятся в Библиотеке Шлезингера, Институте Рэдклиффа, Гарвардском университете, Кембридж, Массачусетс.

## Награды и почести
- Почетная степень доктора гуманитарных наук от колледжа Смита (1975)[84];
- «Гуманист года» от Американской гуманистической ассоциации (1975)[85];
- Премия Морта Вайсингера от Американского общества журналистов и авторов (1979)[86];
- С 1981 по 1983 год Бонни Тибурци организовала три обеда «Достижения женщин» для клуба «Крылья», чествуя некоторых женщин, включая Бетти Фридан[87];
- Почетная степень доктора гуманитарных наук Университета штата Нью-Йорк в Стоуни-Брук (1985)[88];
- Премия Элеоноры Рузвельт за лидерство (1989)[86];
- Почетная степень доктора гуманитарных наук Университета Брэдли (1991)[89];
- Включение в Национальный зал славы женщин (1993)[90];
- Почетная докторская степень Колумбийского университета (1994)[91];
- Включение в список «75 самых важных женщин последних 75 лет» по версии журнала Glamour (2014)[92].

## В средствах массовой информации
Бетти Фридан была изображена актрисой Трейси Ульман в мини-сериале канала FX «Миссис Америка» в 2020 году.